# Ophiorrhiza griffithii
Ophiorrhiza griffithii är en måreväxtart som beskrevs av Joseph Dalton Hooker. Ophiorrhiza griffithii ingår i släktet Ophiorrhiza och familjen måreväxter. Inga underarter finns listade i Catalogue of Life.